# میرانه
شهر میرانه (به آلمانی: Meerane) در ایالت زاکسن در کشور آلمان واقع شده‌است.